# Шпак Марк Валентинович
Ма́рк Валенти́нович Шпа́к (нар. 2 серпня 1988, м. Київ, Українська РСР — пом. 24 червня 2014, поблизу с. Новоселівка, Слов'янський район, Донецька область, Україна) — старший прапорщик Служби безпеки України, оперативний водій Центру спеціальних операцій «Альфа». Загинув під час антитерористичної операції на сході України.

## Життєпис
Народився 1988 року в Києві. Закінчив загальноосвітню школу № 286, з 2000 по 2002 рік навчався в Обухівському міжшкільному НВК. 2003 закінчив професійно-технічне училище № 2 у м. Українка Обухівського району.
З 2008 по 2009 проходив строкову військову службу у Внутрішніх військах МВС України.
З 2009 по 2011 працював у Києві водієм ТОВ «Консалтингова група Партнери».
З 2011 року — в підрозділі «Альфа» Служби безпеки України на посаді оперативного водія.
Мешкав у Шевченківському районі міста Києва.
У зв'язку з російською збройною агресією проти України з весни 2014-го виконував завдання в межах проведення антитерористичної операції.
24 червня 2014 року у складі технічної групи фахівців СБУ виконував завдання зі встановлення та налагодження телекомунікаційного обладнання в районі міста Слов'янська, з метою організації моніторингу простору, фіксації фактів порушення перемир'я в зоні проведення АТО. По закінченні робіт група мала повертатись у вертольоті армійської авіації Мі-8МТ. Одразу після зльоту з гори Карачун близько 17:10 вертоліт був збитий російськими терористами з переносного зенітно-ракетного комплексу, вибухнув і впав поблизу села Новоселівка (на той час — Красноармійське), почалася пожежа з детонуванням боєкомплекту. Всі 9 чоловік, які були на борту, загинули: командир екіпажу підполковник Андрій Бєлкін, борттехнік майор Руслан Мазунов, штурман капітан Дмитро Шингур; четверо співробітників СБУ — підполковник Володимир Шкіра, майор Ігор Горбенко, старший лейтенант Олександр Петрищук, старший прапорщик Марк Шпак та двоє спецпризначенців 3-го Кіровоградського полку старші солдати Олександр Кондаков й Олексій Волохов.
О 17:07 було зроблено доповідь керівництву АТО про зліт, а о 17:10 вже надійшла доповідь про падіння вертольота. За свідченнями очевидців, озброєна група терористів чекала на зліт вертольота. Бойовики пересувалася на двох легкових автівках та мікроавтобусі. Після пуску ракети з ПЗРК, вони втекли у напрямку найближчого населеного пункту Билбасівка, що поблизу Слов'янська.
Ідентифікацію загиблих проводили за експертизою ДНК. Похований 3 липня на кладовищі села Мархалівка Васильківського району Київської області.
Вдома залишилися дружина Леся та син Назар.

## Нагороди
За особисту мужність і героїзм, виявлені у захисті державного суверенітету та територіальної цілісності України, нагороджений орденом Богдана Хмельницького III ступеня (08.08.2014, посмертно).

## Вшанування пам'яті
20 травня 2015 в ЗОСШ І—III ст. № 286 міста Києва відбулася церемонія відкриття меморіальної дошки трьом загиблим випускникам школи.
24 червня 2015 біля гори Карачун на місці падіння збитого терористами гелікоптера Мі-8МТ встановили пам'ятний знак дев'ятьом загиблим захисникам.
У жовтні 2015 в Національній академії СБУ відкрито пам'ятний знак одинадцятьом загиблим співробітникам спецслужби, на якому викарбуване ім'я Марка Шпака.
В селі Мархалівка на честь Марка Шпака названо вулицю.